# Otto Rantzau (Propst)
Otto Rantzau (* um 1500; † nach 1580) war Klosterprobst zu Uetersen.

## Leben
Otto Rantzau war der jüngste der sieben Söhne von Hans Rantzau (1452–1522), Herr auf Rantzau, Gut Neuhaus, Schmoel und Schönweide, und Bruder von Balthasar und Melchior Rantzau. Er wurde auf Empfehlung von König Christian III. zum Klosterprobst des Klosters Uetersen gewählt. In einem Notariatsinstrument aus dem Jahr 1580 gab er an, schon fast 39 Jahre Klosterprobst zu sein, es waren tatsächlich nur etwa 36 Jahre. Dieses falsche Datum wurde auch irrtümlich vom Landesregister übernommen und bis heute nicht berichtigt. Das Amt als Probst führte er bis 1580 aus, sein Nachfolger wurde für kurze Zeit Tylen Kulen.